# Chliaria eltola
Chliaria eltola är en fjärilsart som beskrevs av William Chapman Hewitson 1869. Chliaria eltola ingår i släktet Chliaria och familjen juvelvingar. Inga underarter finns listade i Catalogue of Life.